# Kościół św. Józefa w Łodzi
Kościół św. Józefa (dawniej Kościół pw. Wniebowzięcia NMP) – rzymskokatolicki kościół parafialny z II poł. XVIII wieku przy ul. Ogrodowej 22 w Łodzi. Najstarszy łódzki kościół i jedyny zachowany budynek z czasów Łodzi rolniczej.

## Historia
W 1763 roku pierwszą łódzką świątynię z XIV wieku wizytował ks. kan. Antonii Sikorski, który uznał, że ówczesna świątynia nie nadaje się do użytku i grozi zawaleniem . Na polecenie biskupa kujawskiego Antoniego Ostrowskiego rozebrano ją. Budowę z funduszy biskupa Ostrowskiego rozpoczęto w 1765 roku. Nowy kościół pod wezwaniem Wniebowzięcia NMP stanął w tym samym miejscu, na obecnym placu Kościelnym. Został konsekrowany w 1768 roku. Niewielki modrzewiowy kościółek na planie prostokąta miał niecałe 8 metrów szerokości, 14 metrów długości i ponad 6 metrów wysokości. W latach 30. XIX wieku kościół stał się za ciasny i dlatego zlecono wydłużenie kościoła do ponad 30 metrów. Prace wykonano w latach 1835–1837 pod nadzorem majstra budowniczego Fryderyka Hoffmana. Kolejnej przebudowy dokonano w 1881 roku, a ponieważ nie była ona wystarczająca w 1888 postanowiono postawić nowy, murowany kościół Wniebowzięcia NMP. Ówczesny proboszcz parafii ks. Jan Siemiec postanowił jednak uchronić drewnianą świątynię, przenosząc ją w nowe miejsce. Wybraną lokalizacją był dawny (pierwszy w Łodzi) cmentarz katolicki przy ul. Ogrodowej, nieczynny od 1852 roku. Władze poinformowano, że w ołtarzu głównym zostanie umieszczony obraz św. Mikołaja, patrona cara. Przenosin budynku dokonali robotnicy fabryki Poznańskiego pod nadzorem architekta Konstantego Wojciechowskiego . Prace rozpoczęto 10 kwietnia 1888 roku. Według legendy samo przenoszenie trwało zaledwie jeden dzień. Prace ukończono 10 maja, a 21 maja 1888 arcybiskup warszawski Wincenty Teofil Popiel dokonał rekonsekracji kościoła, nadając mu za patrona św. Józefa. Do roku 1909 pełnił funkcję świątyni filialnej, natomiast w roku 1910 erygowano parafię pw. św. Józefa, której stał się siedzibą. Pierwszym proboszczem parafii został ks. inf. Henryk Przeździecki. Dokonał on kolejnej rozbudowy poszerzając kościół o nawy boczne, dobudowując kaplice boczne i przebudowując prezbiterium. Odkupił on również przylegający do kościoła teren zamkniętego cmentarza ewangelickiego, który zaaranżowano na park parafialny. W tym samym okresie rodzina Poznańskich ufundowała 5 nowych ołtarzy wykonanych przez firmę Święty Wojciech w Poznaniu  . W 1935 roku wyremontowano dzwonnicę i umieszczono w niej dzwony: Józef, Walenty, Antoni, skradzione przez hitlerowców w czasie II wojny światowej, kiedy to kościół został zamknięty. W 1951 roku ufundowano nowe, większe organy, które zastąpiły te 12 głosowe z końca XIX wieku . W 1957 roku, poszerzono kaplice boczne wstawiając w nich drzwi. W 2008 roku oddano do użytku, po długim czasie zapuszczenia, park parafialny.
29 lipca 2023 r. kard. Grzegorz Ryś wraz z duchownymi łódzkich wspólnot chrześcijańskich poprowadził nabożeństwo ekumeniczne z okazji 600-lecia lokacji miasta Łodzi.